# Zeta Aurigae
Zeta Aurigae (ζ Aur / ζ Aurigae) è una stella binaria a eclisse della costellazione dell'Auriga di magnitudine apparente +3,77 e distante 781 anni luce dal sistema solare. Possiede anche i nomi tradizionali di Haedi, Azaleh, Sadatoni e Saclateri.

## Osservazione
Si tratta di una stella situata nell'emisfero boreale. La sua posizione moderatamente boreale fa sì che questa stella sia osservabile specialmente dall'emisfero nord, in cui si mostra alta nel cielo nella fascia temperata; dall'emisfero australe la sua osservazione risulta invece più penalizzata, specialmente al di fuori della sua fascia tropicale. Essendo di magnitudine +3,77 la si può osservare anche dai piccoli centri urbani senza difficoltà, sebbene un cielo non eccessivamente inquinato sia maggiormente indicato per la sua individuazione.
Il periodo migliore per la sua osservazione nel cielo serale ricade nei mesi compresi fra fine ottobre e aprile; nell'emisfero nord è visibile anche per un periodo maggiore, grazie alla declinazione boreale della stella, mentre nell'emisfero sud può essere osservata limitatamente durante i mesi dell'estate australe.

## Caratteristiche fisiche
Zeta Aurigae è una binaria ad eclisse, che varia da magnitude +3,70 a +3,97 in un periodo di 972 giorni, che equivale al periodo orbitale delle 2 stelle attorno al comune centro di massa, mentre la distanza fra le 2 stelle varia da 2,5 a 5,9 U.A.. L'inclinazione del piano orbitale del sistema di 3º rispetto alla linea di vista produce un'eclissi quando la stella azzurra viene occultata dietro alla supergigante, causando un calo nella luminosità totale del sistema di 0,15 magnitudini.
La stella principale del sistema è una supergigante arancione, circa 200 volte più grande del Sole e quasi 6 volte più massiccia; la compagna è una calda stella di classe spettrale B8V con una massa circa 5 volte quella solare ed un raggio anch'esso 5 volte superiore.
Considerando che la supergigante emette luce soprattutto nell'infrarosso e la stella azzurra nell'ultravioletto, e considerando anche queste lunghezze d'onda, le due stelle sono rispettivamente 4800 e 960 volte quella del Sole.
Secondo i modelli teorici il sistema pare avere circa 80 milioni di anni di età, la supergigante è entrata ormai nella sua ultima parte di vita, e in tempi relativamente brevi diventerà una piccola e densa nana bianca.